# 莎乐美与洗者若翰的头颅 (塞巴斯蒂亚诺·德尔·皮翁博)

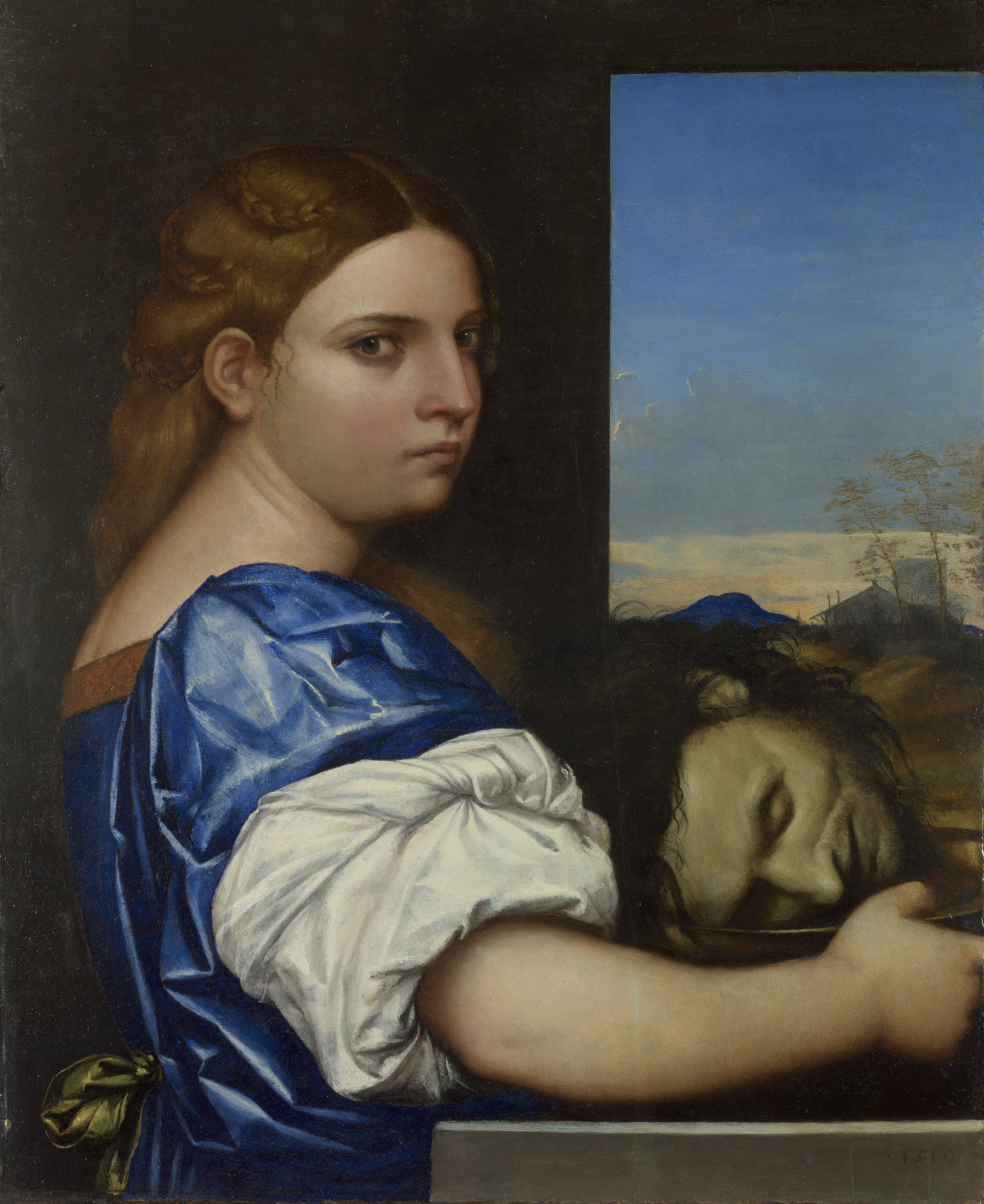
《莎乐美与洗者若翰的头颅》

《莎乐美与洗者若翰的头颅》是 塞巴斯蒂亚诺·德尔·皮翁博的一幅板面油画，绘制约 1510 年，1910 年由索尔廷捐献给伦敦国家美术馆。这幅画的模特又出现在画家同时期的另外两幅画作《圣金口若望祭坛画》和《聪明的童女》中。 